# Anepitacta wrightae
Anepitacta wrightae är en insektsart som beskrevs av Naskrecki 2008. Anepitacta wrightae ingår i släktet Anepitacta och familjen vårtbitare. Inga underarter finns listade i Catalogue of Life.